# 訃報 2005年
訃報 2005年（ふほう 2005ねん）は、2005年（平成17年）中に物故した人物をまとめたものである。詳細は月別訃報記事を参照のこと。

## 月別の訃報記事一覧
- 訃報 2005年1月
- 訃報 2005年2月
- 訃報 2005年3月
- 訃報 2005年4月
- 訃報 2005年5月
- 訃報 2005年6月
- 訃報 2005年7月
- 訃報 2005年8月
- 訃報 2005年9月
- 訃報 2005年10月
- 訃報 2005年11月
- 訃報 2005年12月

## 関連書籍
- 『現代物故者事典（2003 - 2005）』日外アソシエーツ、2006年3月。ISBN 978-4-8169-1969-5。